# Ульїчов Юрій Кир'якович
Ульїчов (Ульчиєв, Ульчиїв) Юрій Кир'якович (1892, Сімферополь, Україна — після 18 вересня 1941, Усть-Вимський ВТТ, Комі, Росія) — активіст грецького національного руху в Криму, член Ради народних представників (1917—1918 рр.).
Походив з грецької родини. 1917 р. був обраний до Ради народних представників. У 1920—1930 рр. проживав у Москві, працював у видавничій сфері. Заарештований 17 липня 1941 р. Верховний суд Комі АРСР 21 серпня 1941 р. засудив до розстрілу за статтею 58-10 ч. 2 Кримінального кодексу РРФСР. Верховний суд РРФСР залишив вирок у силі.